# Cupa României 1965-1966

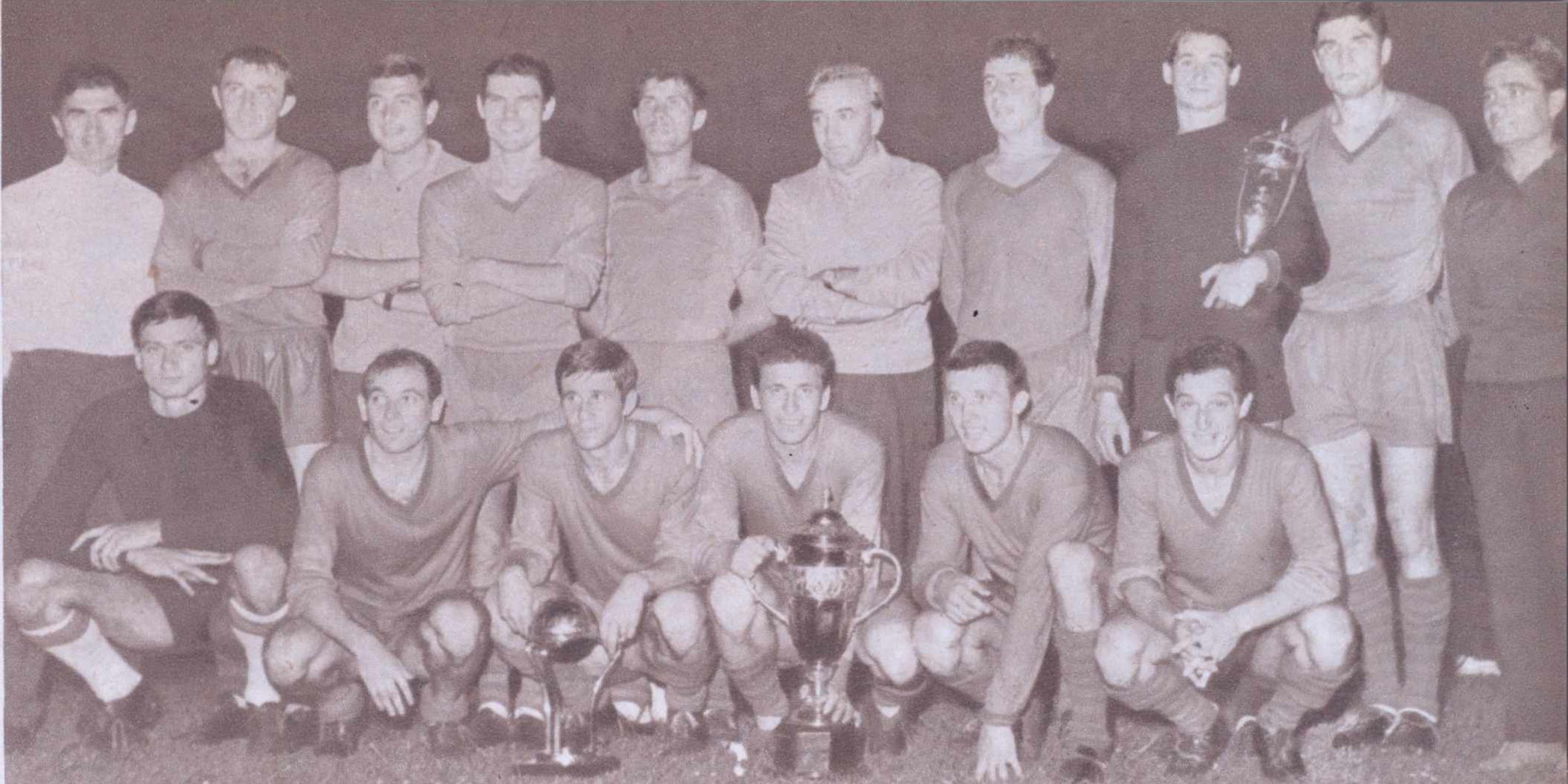
Steaua

Ediția 1965-1966 a fost a 28-a ediție a Cupei României la fotbal. A fost câștigată de Steaua București  învingând în finală echipa UTA Arad cu scorul de 4-0. Câștigătoarea ediției anterioare, „U” Cluj, a fost eliminată în sferturi chiar de Dinamo București.

## Desfășurare
Toate meciurile, exceptând finala (care a avut loc în București) s-au jucat pe teren neutru. În șaisprezecimi au participat 32 de echipe, din care făceau parte și cele din Divizia A. Dacă după 90 de minute scorul era egal se jucau două reprize de prelungiri a câte 15 minute. Dacă după prelungiri scorul era tot egal, meciul se rejuca următoarea zi pe același stadion. Dacă și acel meci se termina tot la egalitate, în primele 90 de minute, echipa cu media de vârstă mai mică trecea mai departe. În cazul în care se consemna un rezultat de egalitate după prelungiri, atunci echipa oaspete se califica în următoarea etapă.

## Șaisprezecimi
| Data           | Echipă gazdă        |   | Echipă oaspete      | Rezultat         |
| -------------- | ------------------- | - | ------------------- | ---------------- |
| 9 martie 1966  | Victoria Călan      | – | Steaua București    | 0:3 (0:1)        |
| 13 martie 1966 | AS Aiud             | – | U Craiova           | 3:1 (1:0)        |
|                | Vagonul Arad        | – | Dinamo București    | 1:2 (0:1)        |
|                | Dinamo Bacău        | – | Politehnica Iași    | 0:1 (0:0)        |
|                | F.C. Baia Mare      | – | Petrolul Ploiești   | r 2:2 (0:0, 1:1) |
|                | Metalul București   | – | Steagul Roșu Brașov | 1:2 (0:1)        |
|                | Dunărea Calafat⁠(d)  | – | Universitatea Cluj  | 0:4 (0:2)        |
|                | Dermata Cluj        | – | Progresul București | 3:1 (1:0)        |
|                | Foresta Fălticeni   | – | Farul               | 0:3 (0:2)        |
|                | Focșani             | – | Siderurgistul       | 0:4 (0:2)        |
|                | Medgidia⁠(d)         | – | Poli Timișoara      | 3:1 (3:0)        |
|                | CSM Moinești        | – | CS Ocna Mureș       | 0:1 (0:0)        |
|                | Jiul Petroșani      | – | Rapid București     | r 1:1 (1:1, 1:1) |
|                | Metalul Plopeni     | – | Dinamo Pitești      | 1:0 (0:0)        |
|                | CSM Sibiu           | – | UTA Arad            | 0:2 (0:1)        |
|                | Știința Târgu Mureș | – | Crișul Oradea       | 1:3 (0:2)        |

## Optimi
| Data        | Oraș           | Echipă gazdă        |   | Echipă oaspete       | Rezultat         |
| ----------- | -------------- | ------------------- | - | -------------------- | ---------------- |
| 11 mai 1966 | Bacău          | Rapid București     | – | Politehnica Iași     | 2:0 (0:0)        |
|             | Brașov         | UTA Arad            | – | Medgidia⁠(d)          | 2:0 (2:0)        |
|             | București      | Farul               | – | Metalul Plopeni      | r 3:2 (1:2, 2:2) |
|             | Cluj           | Crișul Oradea       | – | AS Aiud              | 3:2 (3:0)        |
|             | Hunedoara      | Steagul Roșu Brașov | – | Dermata Cluj         | 1:0 (1:0)        |
|             | Mediaș         | Dinamo București    | – | Universitatea Cluj 1 | r 3:1 (0:1, 1:1) |
|             | Pitești        | Petrolul Ploiești   | – | Siderurgistul        | r 1:0 (0:0, 0:0) |
|             | Râmnicu Vâlcea | Steaua București    | – | CS Ocna Mureș        | 2:0 (0:0)        |

1Știința Cluj și-a schimbat numele în Universitatea Cluj.

## Sferturi
| Data          | Oraș      | Echipă gazdă     |   | Echipă oaspete      | Rezultat  |
| ------------- | --------- | ---------------- | - | ------------------- | --------- |
| 22 iunie 1966 | Brăila    | Farul            | – | Steagul Roșu Brașov | 2:1 (1:0) |
|               | București | Steaua București | – | Dinamo București    | 2:0 (1:0) |
|               | Hunedoara | UTA Arad         | – | Crișul Oradea       | 2:1 (1:1) |
|               | Pitești   | Rapid București  | – | Petrolul Ploiești   | 2:0 (1:0) |

## Semifinale
| Data          | Oraș      | Echipă gazdă     |   | Echipă oaspete  | Rezultat  |
| ------------- | --------- | ---------------- | - | --------------- | --------- |
| 13 iulie 1966 | București | Steaua București | – | Rapid București | 3:0 (1:0) |
|               | Pitești   | UTA Arad         | – | Farul           | 3:2 (1:2) |

## Finala
| 17 iulie 1966 | Steaua București                         | 4 – 0 | UTA Arad | Stadionul 23 August, București Spectatori: 30.000 Arbitru: Erwin Vetter (Germania de Est) |
| 17 iulie 1966 | 63', 70' Raksi 75' Voinea 88' Sătmăreanu |       |          | Stadionul 23 August, București Spectatori: 30.000 Arbitru: Erwin Vetter (Germania de Est) |

| STEAUA BUCUREȘTI: |                     |  |        |
|                   |                     |  |        |
| P                 | Vasile Suciu        |  |        |
| F                 | Mircea Petescu      |  |        |
| F                 | Emeric Jenei        |  |        |
| F                 | Dumitru Nicolae     |  |        |
| F                 | Lajos Sătmăreanu    |  |        |
| M                 | Vasile Negrea       |  |        |
| M                 | Dumitru Popescu     |  |        |
| A                 | Sorin Avram         |  |        |
| A                 | Gheorghe Constantin |  |        |
| A                 | Florea Voinea       |  |        |
| A                 | Gavril Raksi        |  |        |
| Schimbări:        |                     |  |        |
| P                 | Carol Haidu         |  | Intrat |
| Antrenor:         |                     |  |        |
| Ilie Savu         |                     |  |        |

| UTA ARAD:          |                          |  |        |
|                    |                          |  |        |
| P                  | Spiridon Niculescu       |  |        |
| F                  | Carol Weichelt           |  |        |
| F                  | Gavril Birău             |  |        |
| F                  | Hristos Mețcas           |  |        |
| F                  | Ioan Igna                |  |        |
| M                  | Vasile Jac               |  |        |
| M                  | Emil Floruț              |  |        |
| M                  | Nicolae Pantea           |  |        |
| A                  | Flavius Domide           |  |        |
| A                  | Mihai Țârlea             |  |        |
| A                  | Mircea Axente            |  |        |
| Schimbări:         |                          |  |        |
| P                  | Ladislau Petschovski III |  | Intrat |
| Antrenor:          |                          |  |        |
| Nicolae Dumitrescu |                          |  |        |